# ボー (シエラレオネ)
ボー（Bo、別名ボータウン、Bo Town）は西アフリカ・シエラレオネの都市。2021年国勢調査によると人口は233,075人。
首都フリータウンに続いてシエラレオネ第3の規模を誇る都市で、南部州の州都及びボー地区の中心地である。

## 歴史
1889年には既にボーとフリータウンを結ぶ鉄道が通り、また1906年ボー政府が男子中学校であるボー学校をここに設立した際にシエラレオネの教育の中心の一つとして機能した。 ボーはシエラレオネのイギリス植民地時代1930年から1961年までシエラレオネの保護領の中心地だった。

## 政治
政治的にはシエラレオネ人民党が支持され、主要な根拠地のひとつとなっている。

## 住民
街の住民はイスラム教徒とキリスト教徒が占め、モスクや教会及びキリスト教系の学校がある。

## 経済
経済はパーム油及び穀物、ショウガ、コーヒー、ココア、米。ダイアモンドや金の鉱山はボーの経済の重要な位置を占めている。

## スポーツ
サッカーのシエラレオネ・ナショナルプレミアリーグに所属するボー・レンジャーズが本拠地としている。